# إليز تايلور
إليز تايلور (بالإنجليزية: Elyse Taylor)‏ (من مواليد 20 أكتوبر 1986) عارضة أزياء أسترالية.

## روابط خارجية
- إليز تايلور على موقع IMDb (الإنجليزية)
- إليز تايلور على موقع دليل عارضات الأزياء (الإنجليزية)